# How to Stop a Motor Car
How to Stop a Motor Car je britský němý film z roku 1902. Režisérem je Percy Stow (1876–1919). Film, který je dlouhý asi 30 metrů, trvá necelé dvě minuty a premiéru měl v červnu 1902. Do Spojených států, kde byl distribuován společnostmi American Mutoscope & Biograph, Edison Manufacturing Company a Kleine Optical Company, se dostal v únoru 1903 pod názvem Policeman and Automobile.

## Děj
Film zachycuje srážku automobilu s policistou, jehož tělo se rozdělí na několik kusů. Ty se vzápětí zase spojí a zraněnému policistovi, ležícímu na silnici, přiběží na pomoc jeho šéf. Oba později zpozorují vozidlo zodpovědné za dopravní nehodu, čehož nadřízený strážníka využije pro názornou ukázku, jak má příště jedoucí vůz zastavit. Nadřízený se předkloní zády k autu, které zadkem odrazí mimo cestu. Oba se pokusí cestující zadržet, ale muž a žena jim nakonec ujedou.